# Teorija skoposa
Teorija skoposa (Nemško:Skopostheorie) je koncept iz področja prevodoslovja. Teorija skoposa izpostavlja pri prevajanju in pri prevajalskem postopku namen. Beseda skopos je grška (σκοπός) in označuje cilj, namen ali tarčo, v katero namerimo z npr. lokom. Gre torej za opis prevoda kot namenske dejavnosti, ki se (lahko) neposredno uporablja za vsak prevajalski projekt.
Razvil ga je nemški jezikoslovec Hans Vermeer in zajema idejo, da naj bi prevajanje in tolmačenje upoštevala funkcijo tako izhodiščnega zlasti pa ciljnega besedila.

## Namen in ciljna publika
Teorija skoposa se osredotoča na prevod kot dejavnost s ciljem ali namenom, ki je namenjena predvidenemu naslovniku ali ciljni publiki prevoda. Prevesti pomeni ustvariti ciljni tekst pod določenimi pogoji, za ciljni namen, ciljnega naslovnika v ciljnih okoliščinah. V teoriji skoposa je status izvornega besedila načeloma nižji, kot je npr. v ekvivalenčni teoriji prevajanja. (Iz)Vir je "ponudba informacij" ki jih prevajalec spremeni v "ponudbo informacij" za ciljno publiko - zlasti je to pomembno pri promocijskih besedilih, ideološko spremenjenih besedilih ali prevodu besedil, ki služijo zgolj za vzorec.
Vsak prevod je individualno dejanje, ki poteka v okviru neke kulturne skupnosti, ki ga izvede prevajalec. Prevod je vedno kulturno in individualno zaznamovan. Tisti ki prevaja, si tako lahko zastavi nov, drug cilj. 
Paul Kussmaul piše o tej teoriji: funkcionalni pristop ima veliko afiniteto s Teorijo skoposa. Funkcija prevoda je odvisna od znanja, pričakovanj, vrednot in norm ciljnih bralcev, ki so pod vplivom situacije v kateri so, in pod vplivom kulture. Ti dejavniki odločajo, ali je mogoče ohraniti funkcijo izvirnega besedila oziroma odlomkov v izvirnem besedilu ali je potrebno vse še enkrat predelati ali celo spremeniti. 
Teroija skoposa se ukvarja tako s teoretičnim kot tudi praktičnim vidikom prevoda in prevajanja. 